# High-Tech Redneck
High-Tech Redneck è un album in studio del cantante statunitense George Jones, pubblicato nel 1993.

## Tracce
1. High-Tech Redneck – 2:26 (Byron Hill, Zack Turner)
2. I've Still Got Some Hurtin' Left to Do – 2:51 (Donny Kees, Richard Ross)
3. The Love in Your Eyes – 3:52 (Wayland Holyfield, Norro Wilson)
4. The Visit – 3:21 (Gene Ellsworth, Brad Rodgers, Charles Stefl)
5. Silent Partners – 3:03 (Bobby Braddock)
6. Tear Me Out of the Picture – 3:25 (Bill Rice, Sharon Rice, Mike Lawler)
7. A Thousand Times a Day – 3:06 (Gary Burr, Gary Nicholson)
8. Never Bit a Bullet Like This (featuring Sammy Kershaw) – 2:21 (Jim Foster, Mark C. Petersen)
9. Forever's Here to Stay – 3:38 (Larry Bastian, Buddy Cannon)
10. Hello Darlin' – 2:43 (Conway Twitty)